# 2009年のフランス
2009年のフランスでは、2009年のフランスに関する出来事について記述する。

## できごと

### 1月
- 1月23日-24日 - スペイン北部からフランス南西部にかけて、発達した低気圧による暴風雨に見舞われた。建物の崩壊などにより少なくとも15名が死亡。フランスでは、約170万戸が停電した。ベルリン自由大学は、この低気圧を「Klaus=クラウス」と命名した [1][2][3][4]。
- 1月28日-29日 - フランス全土でゼネラル・ストライキ実施。世界的な景気後退を背景にした人員削減、賃金カットなどに抗議するもので、国鉄を皮切りに電気、ガス、学校、病院などの公的機関や自動車など民間企業にも拡大した。参加者は警察の推計で108万人に達し、サルコジ政権発足以来、最大規模のストライキとなった [5][6][7][8]。

### 3月
- 3月11日 - サルコジ大統領、フランスの北大西洋条約機構（NATO）の軍事機構への復帰を表明。実現すれば、フランスが脱退した1966年以来43年ぶりの復帰となる [9][10]。

### 4月
- 4月1日-2日 - 第2回20か国・地域首脳会合（G20首脳会合、金融サミット）、ロンドンで開催。2010年末までの総額5兆ドルの財政刺激策により、世界の成長率を4%押し上げ、大規模な雇用を創出するとする共同声明を採択[11][12][13]。フランスは、ドイツとともに金融規制強化を求めており、香港やマカオの扱いをめぐって中国の反対があったものの、タックス・ヘイヴン（租税回避地）の最新版リストの公表で合意を見た。規制の強化については、サルコジ大統領は「退席を辞さない」強硬な態度を示していた [14][15]。

### 6月
- 6月1日 - エールフランス447便墜落事故。乗員乗客計228人を乗せた旅客機が、ブラジルのリオデジャネイロからパリに向かう途中、大西洋上で墜落。生存者は絶望視されており、ブラジル軍が捜索を打ち切った6月26日までに、51人の遺体が収容された[16][17][18]。また、フランス政府は、ブラックボックスを回収するため、原子力潜水艦を現地に派遣した。航空機事故のために原子力潜水艦を派遣するのは、フランスでは初めてとなる [19][20]。
- 6月5日 - ノルマンディー上陸作戦65周年記念式典、ノルマンディーのコルビル＝シュル＝メールにある米軍基地で挙行。サルコジ大統領のほか、オバマ米大統領、ブラウン英首相、ハーパー加首相らが参列した [21]。